# Trafford Leigh-Mallory
Trafford Leigh-Mallory, KCB, DSO (11 juli 1892 – Franse Alpen, 14 november 1944) was een hoge officier van de Britse Royal Air Force. Hij was een van de hoogst geplaatste Britse militairen die zijn omgekomen in de Tweede Wereldoorlog. De alpinist George Mallory, die mogelijk als eerste de Mount Everest beklom, was zijn broer.
Leigh-Mallory studeerde rechten aan de Universiteit van Cambridge. In 1914 solliciteerde hij bij het gerecht in Londen.

## Eerste Wereldoorlog
Bij het uitbreken van de Eerste Wereldoorlog meldde hij zich aan als vrijwilliger bij een (landmacht)regiment. Hij diende in het voorjaar van 1915 aan het front bij Ieper (West-Vlaanderen) en raakte gewond. Tijdens zijn herstelperiode in Engeland trouwde hij met Doris Sawyer. Het paar kreeg twee kinderen.
Begin 1916 trad hij in dienst bij het Royal Flying Corps (een van de twee voorlopers van de RAF; de andere was de Royal Naval Air Service). Hij vloog bombardeer- en verkenningsmissies. In november 1917 werd hij commandant van een squadron dat in coördinatie met tank- en artillerie-eenheden werkte. Leigh-Mallory legde een opgemerkte doeltreffendheid aan de dag.

## Tussen de Wereldoorlogen
Na de oorlog overwoog hij een juridische functie. De zojuist gevormde Royal Air Force bood echter betere carrièreperspectieven. Gedurende de jaren 1920 ontwikkelde hij zich tot een autoriteit in landmacht-luchtmachtcoördinatie. In 1932 was hij lid van de Britse delegatie bij de (onsuccesvolle) ontwapeningsconferentie in Genève onder auspiciën van de Volkenbond. Van eind 1935 tot eind 1937 diende hij in Irak. Terug in Engeland werd hij benoemd tot commandant van Groep 12 Fighter Command. In 1938 maakte hij op relatief jonge leeftijd promotie tot viceluchtmaarschalk.

## Tweede Wereldoorlog
Tijdens de Slag om Engeland (zomer en najaar 1940) stond hij de inzet voor van geconcentreerde formaties van gevechtsvliegtuigen (de Big Wing). Dit bracht hem in conflict met zijn collega van Groep 11 Fighter Command, viceluchtmaarschalk Keith Park, verantwoordelijk voor de verdediging in de lucht van Zuidwest-Engeland en Londen. Deze stond de flexibeler inzet van afzonderlijke squadrons voor. In feite had elke van beide tactieken zijn merites, afhankelijk van binnenkomende informatie over vanaf het continent naderende Duitse luchtmachteenheden. Na de Slag om Engeland werd Park van zijn functie ontheven en nam Leigh-Mallory het bevel over Groep 11 over. Kort daarna introduceerde hij de inzet van grote formaties boven Frankrijk, die echter zware verliezen leden. In augustus 1942 voerde Leigh-Mallory het luchtbevel over de luchtmachtinzet bij de raid op Dieppe. Deze "vooroefening" voor de latere operatie Overlord (D-day) leidde tot belangrijke lessen, maar dit ging ten koste van zware verliezen.
In november 1942 volgde een promotie tot air chief marshal met verantwoordelijkheid voor het hele Fighter Command. Hij zette zich in voor een eenhoofdig commando voor alle geallieerde luchtstrijdkrachten in West-Europa, dit al met het oog op Overlord. Andere luchtmachtchefs verzetten zich tegen inperking van hun gezag en autonomie. Deze tegenstellingen illustreerden precies Leigh-Mallory's these van de noodzaak van een eenhoofdig commando. Met zijn achtergrond in samenwerking tussen land- en luchtmacht was hij de voor de hand liggende kandidaat voor de functie. In augustus 1943 werd hij opperbevelhebber van de Allied Expeditionary Air Forces en stelde hij de plannen voor de luchtmachtinzet bij de landingen in Normandië op.
Zijn insteek was om de slagvelden ontoegankelijk te maken voor Duitse eenheden en hun bewegingsvrijheid te beperken. Het middel was bombardementen op verkeersknooppunten, zoals die zich bevonden in Franse dorpen en steden, hetgeen leidde tot zware verliezen onder de Franse bevolking. Leigh-Mallory zette door, maar hij kwam wel onder druk van de politieke leiding te staan. Van luchtmachtzijde bleef er kritiek als zou hij zich te veel voegen naar de landmacht. Niettemin bleek deze aanpak de Duitse slagkracht fors te remmen. De Britse landmachtopperbevelhebber Bernard Montgomery was ingenomen met de luchtsteun en rapporteerde aan het Departement van Oorlog: "Wij moeten beslist Leigh-Mallory houden als opperbevelhebber luchtmacht. Hij is de enige luchtmachtman die zich ervoor inzet de strijd op de grond te winnen en die geen jaloerse reacties heeft."

## Dood
In augustus 1944 werd hij benoemd tot opperbevelhebber luchtmacht van de South East Asia Command (SEAC). Op weg daarheen stortte zijn vliegtuig neer in de Franse Alpen. Een onderzoek wees uit dat slecht weer en Leigh-Mallory's bevel om toch te vliegen tot de crash hadden geleid. Alle inzittenden, inclusief zijn echtgenote, kwamen om. Zij zijn begraven in het naburige Le Rivier d'Allemont. Deze gemeente heeft 60 jaar later een museum geopend ter nagedachtenis.
De Sovjet-Unie decoreerde Trafford Leigh-Mallory met de hoge Orde van Koetoezov der Ie Klasse.

## Militaire loopbaan
British Army
- Second Lieutenant: 3 oktober 1914[4]
- Lieutenant: 21 juni 1915[5]
- Tijdelijk Captain: 2 november 1916[6][7]
- Tijdelijk Major: 14 mei  1917[6]
- Captain: 14 mei 1917[6]

Royal Flying Corps
- Lieutenant: 7 juli 1916[8]

RAF
- Major: 1 augustus 1919 (rang hernoemd Squadron Leader met dezelfde datum van promotie)[9]
- Wing Commander: 1 januari 1925[10]
- Group Captain: 1 januari 1932[11]
- Air Commodore: 1 januari 1936[12]
- Waarnemend Air Vice Marshal: juni 1937[6]
- Air Vice Marshal: 1 november 1938[13]
- Waarnemend Air Marshal: 13 juli 1942[14]
- Tijdelijk Air Marshal: 1 december 1942[15]
- Tijdelijk Air Chief Marshal: 15 december 1943[16]
- Air Marshal: 1 januari 1944[16]
- Air Chief Marshal: 16 augustus 1944[17]

## Onderscheidingen
- Ridder Commandeur in de Orde van het Bad op 1 juli 1943[18]
  - Lid in de Orde van het Bad op 11 juli 1940[19]
- Orde van Voorname Dienst (DSO) op 1 januari 1919[20]
  - Gesp in 1944
- Chief Commander in het Legioen van Verdienste op 30 januari 1945[21]
- Commandeur met ster in de Orde Polonia Restituta op 29 mei 1942[22]
- Orde van Koetoezov
  - Der Eerste Klasse op 31 oktober 1944 "Voor waardevolle diensten in connectie met de oorlog." (Postuum)[23]
- 1914 Ster
- Britse Oorlogsmedaille
- Overwinningsmedaille
- 1939-1945 Star
- Africa Star
- Italy Star
- France and Germany Star
- Defensiemedaille
- War Medal 1939-1945
- Royal Flying Corps cap badge
- Flying badge
- Hij werd driemaal genoemd in de Dagorders (Despatches). Dat gebeurde op:
- 30 december 1918[24]
- 11 juli 1940[18]
- 1 januari 1943[18]